# Oddiho svěrač

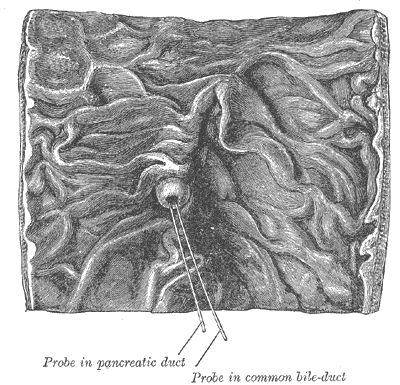
Oddiho svěrač.

Oddiho svěrač (musculus sphincter ampullae hepatopancreaticae) se nachází v duodenu (dvanáctníku) na plica longitudinalis v pars descendens duodeni, je tvořen z hladké svaloviny, uzavírá papilla duodeni major, což je společný vývod ductus choledochus a ductus pancreaticus.
Objevil jej v 17. století britský lékař Francis Glisson. Pojmenován je na počest italského lékaře Ruggera Oddiho, který popsal fyziologické vlastnosti a publikoval pozorování morfologické struktury svěrače v roce 1887.